# Drapetomanie

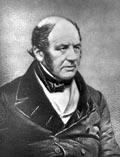
De Amerikaanse arts Samuel Cartwright (1793–1863)

Drapetomanie was een vermeende psychische aandoening die zwarte slaven ertoe aan zou zetten hun gevangenschap te ontvluchten; deze werd in 1851 beschreven door de arts Samuel A. Cartwright. Tegenwoordig wordt drapetomanie niet meer als ziekte gezien, maar als een voorbeeld van pseudowetenschap en onderdeel van de pseudowetenschappelijk-racistische constructie. In plaats daarvan beschouwt men de drang naar vrijheid als een inherente waardigheid en onvervreemdbaar recht van de mens, verankerd in artikel 3 van de Universele Verklaring van de Rechten van de Mens.

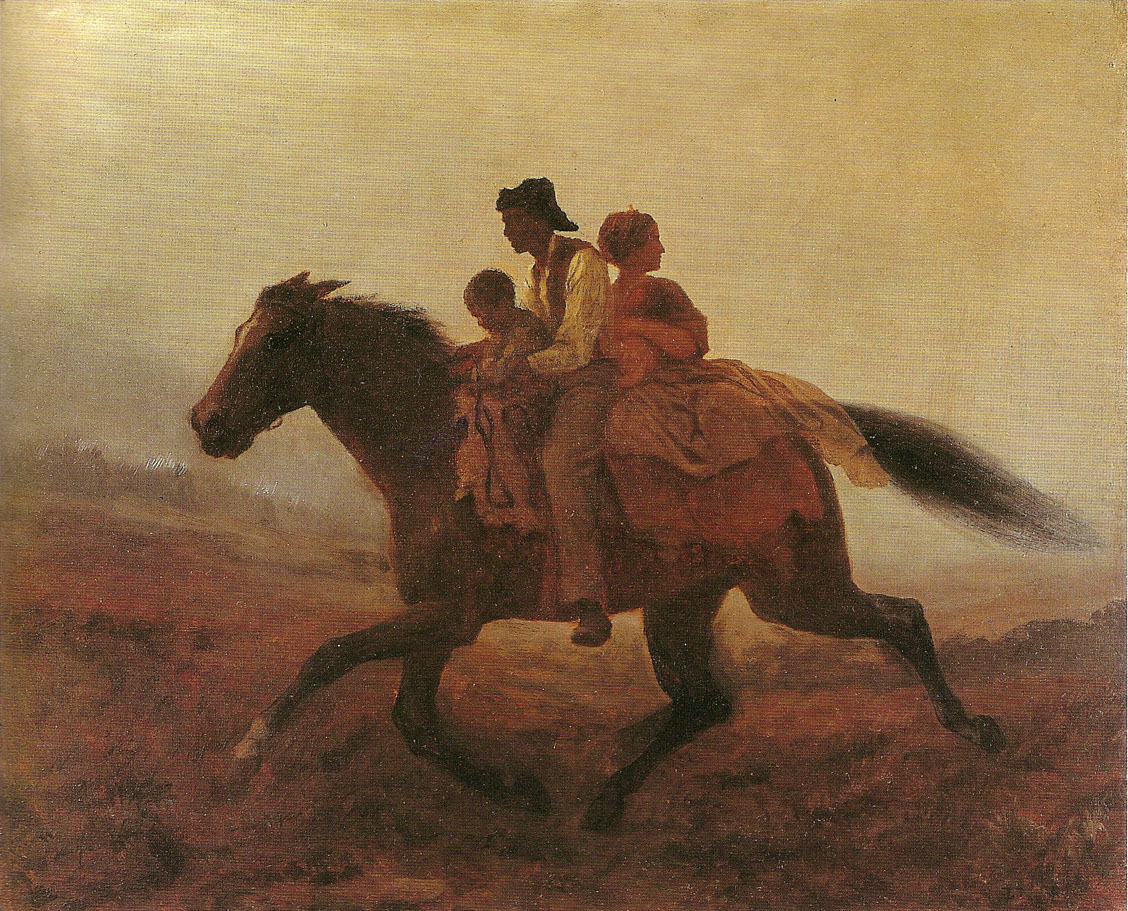
Schilderij uit 1860 door Eastman Johnson: Een rit voor de vrijheid: De voortvluchtige slaven

Het woord is afgeleid van het Griekse δραπετης (drapetes, "een voortvluchtige [slaaf]") + μανια (manie, "waanzin, razernij").
De in de slavenstaat Louisiana woonachtige Cartwright kwam tot de definitie van de aandoening omdat hij een verklaring zocht voor het voor hem verbazingwekkende gedrag van slaven die de slavernij ontvluchtten en de vrijheid zochten. In een artikel in de New Orleans Medical and Surgical Journal stelde dr. Cartwright dat de neiging om weg te vluchten van de eigenaar een behandelbare ziekte was en dat het vluchtgedrag van slaven met de juiste medische begeleiding bijna geheel voorkomen kon worden. Als medische behandeling tegen de aandoening stelde hij zweepslagen voor.
Naast deze aandoening beschreef Cartwright ook nog een andere: Dysaethesia Aethiopica, het pathologische gebrek aan motivatie waaraan veel slaven leken te lijden. Ook hier kon de zweep uitkomst bieden, aldus Cartwright.